# Waldkapelle Neufahrn (Schäftlarn)

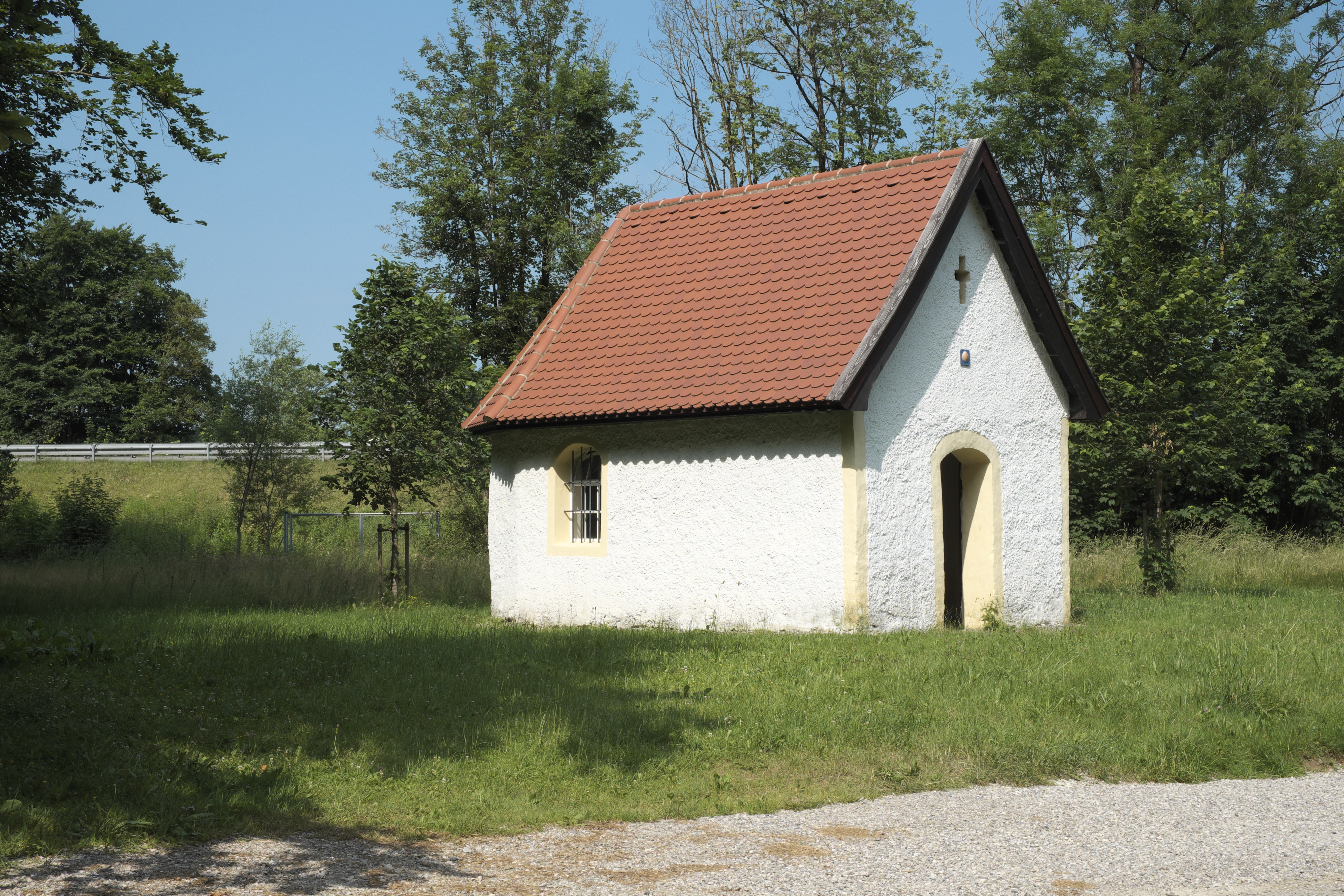
Waldkapelle in Neufahrn, vor 2018

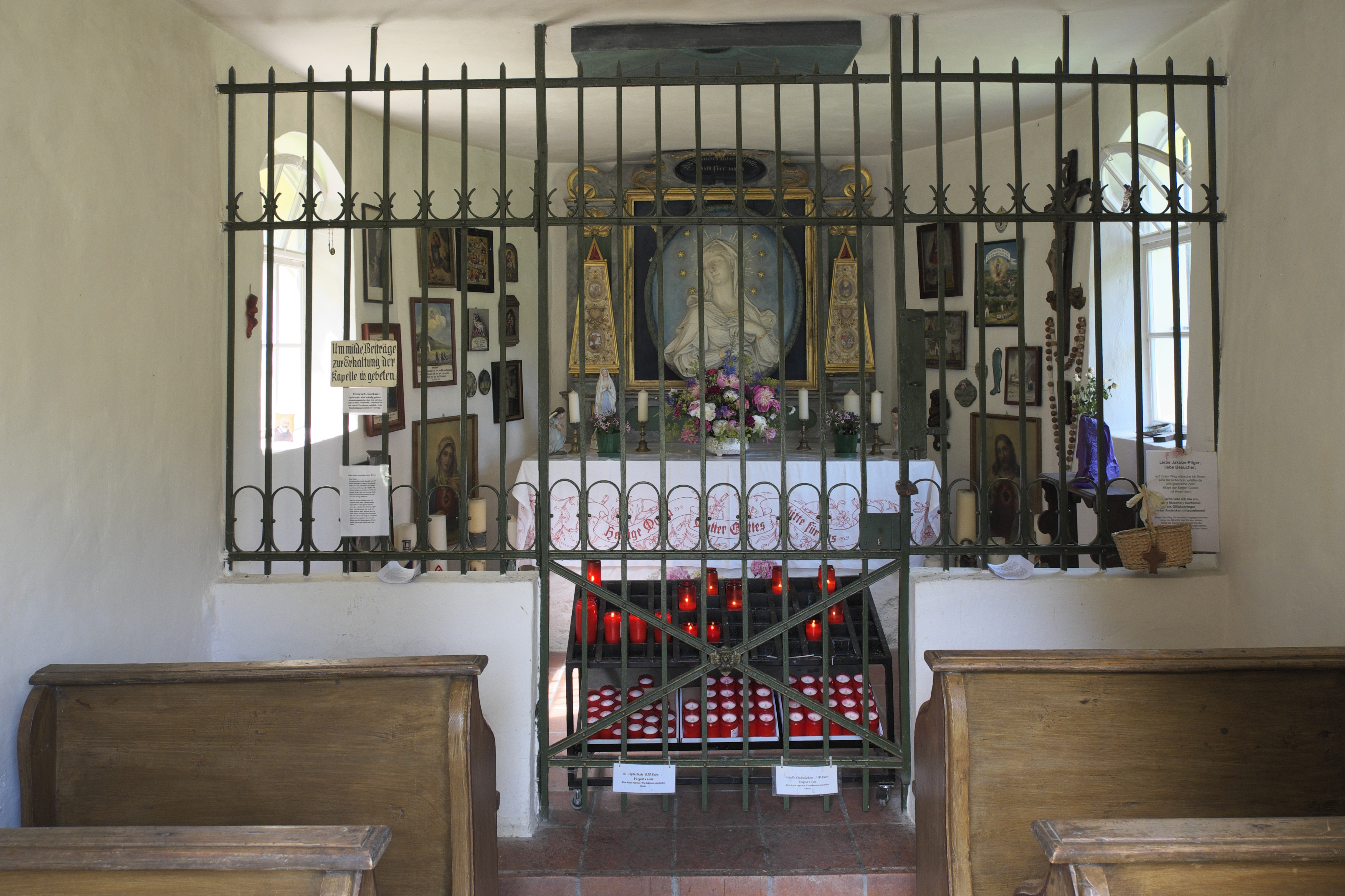
Innenansicht

Die Waldkapelle in Neufahrn, einem Gemeindeteil von Schäftlarn im oberbayerischen Landkreis München, wurde um 1630 errichtet. Die Kapelle in der Nähe des Irschenhauser Weges ist ein geschütztes Baudenkmal.
Direkt hinter dem kleinen Putzbau mit dreiseitigem Chorschluss verläuft die Bundesautobahn 95. Die einschiffige Kapelle mit Flachdecke besitzt einen barocken Altar mit der Schmerzhaften Muttergottes.